# Majavalampi (sjö, lat 66,52, long 28,42)
Majavalampi är en sjö i Finland. Den ligger i kommunen Salla i landskapet Lappland, i den norra delen av landet, 700 km norr om huvudstaden Helsingfors. Majavalampi ligger 254 meter över havet. Den ligger vid sjöarna Vaarahietajärvi och Karhujärvi. Arean är 27,5 hektar och strandlinjen är 5 kilometer lång. Sjön  ingår i Koundaälvens huvudavrinningsområde. 